# Dê Kinder
Bản mẫu:Infobox Goat
Dê Kinder là một giống dê bắt nguồn từ một phép lai chéo giữa một con dê lùn và một con dê Nubian năm 1985 tại trang trại Zederkamm ở Snohomish, WA. Tính đến ngày 7 tháng 4 năm 2009, đã có khoảng ba nghìn con dê Kinder đã đăng ký với Hiệp hội các nhà lai tạo dê giống. 

## Lịch sử
Giống dê Kinder bắt đầu vào cuối mùa hè năm 1985, khi giống dê Nubian của Zederkamm Farm qua đời, để lại hai con Nubian không có bạn đời. Vì chúng cũng được nuôi giữ những con dê lùn và không muốn đưa nó đến một trang trại khác để nuôi, chúng được lai tạo với cái dê lùn của chúng. Còn lại với các giống dê của mình, các con dê đực hoàn thành hai giống thành công. Vào ngày 30 tháng 6 và 4 tháng 7 năm 1986, ba con dê Kinder đầu tiên được sinh ra (Zederkamm Briar Rose, Zederkamm Liberty, và Zederkamm Tia). Đó là một năm trước khi con dê đực Kinder đầu tiên được sinh ra (Zederkamm Napoleon).

## Đặc điểm
Dê Kinder cân nặng khoảng 110–125 pounds (50–57 kg) hoặc hơn, và nặng thêm một chút từ 135–150 pound (61–68 kg). Chiều cao tối đa tại các khéo của một Kinder là 26 inch (66 cm) cho con dê nái và 28 inch (71 cm) đối với con dê đực, và tối thiểu là 20 inch (51 cm). Không giống như nhiều giống khác, dê Kinder dê là những con vật sinh sản theo mùa, có nghĩa là chúng có thể được lai tạo trong suốt cả năm, đặc điểm này được thừa hưởng từ tổ tiên của chúng.
Ngoài ra, chúng thường xuyên có nhiều lần sinh (ba, bốn phần trăm, và thậm chí là phổ biến trong Kinders. Đã có 7 báo cáo sinh của sextuplets). Sữa dê Kinder có hàm lượng bơ béo cao, đôi khi có bơ cao hơn 7%; nó cũng có lượng chất rắn sữa cao hơn, cho ra lượng phô mai lớn hơn. [Mặc dù kích thước nhỏ hơn, dê Kinders nhìn chung là cơ bắp hơn một con dê sữa cỡ lớn, thường chiếm tỷ lệ thịt xẻ trên 60%.